# Druivenkoers 2011
La Druivenkoers 2011, cinquantunesima edizione della corsa, valida come evento dell'UCI Europe Tour 2011 categoria 1.1, si svolse il 24 agosto 2011 su un percorso di 199,7 km. Fu vinta dal belga Björn Leukemans, che terminò la gara in 4h44'05" alla media di 42,178 km/h.
Furono 94 i ciclisti che portarono a termine il percorso.

## Ordine d'arrivo (Top 10)
| Pos. | Corridore         | Squadra          | Tempo    |
| ---- | ----------------- | ---------------- | -------- |
| 1    | Björn Leukemans   | Vacansoleil      | 4h44'05" |
| 2    | Davy Commeyne     | Landbouwkrediet  | s.t.     |
| 3    | Jurgen Van Goolen | Verandas Will.   | s.t.     |
| 4    | Stefan van Dijk   | Verandas Will.   | a 2"     |
| 5    | Marco Marcato     | Vacansoleil      | s.t.     |
| 6    | Kenny Dehaes      | Omega Pharma     | s.t.     |
| 7    | Alexandre Blain   | Endura Racing    | s.t.     |
| 8    | Roy Hegreberg     | Sparebanken      | s.t.     |
| 9    | Kasper Jebjerg    | Glud & Marstrand | s.t.     |
| 10   | Mats Boeve        | WV de Jonge      | s.t.     |